# Tour Mognet

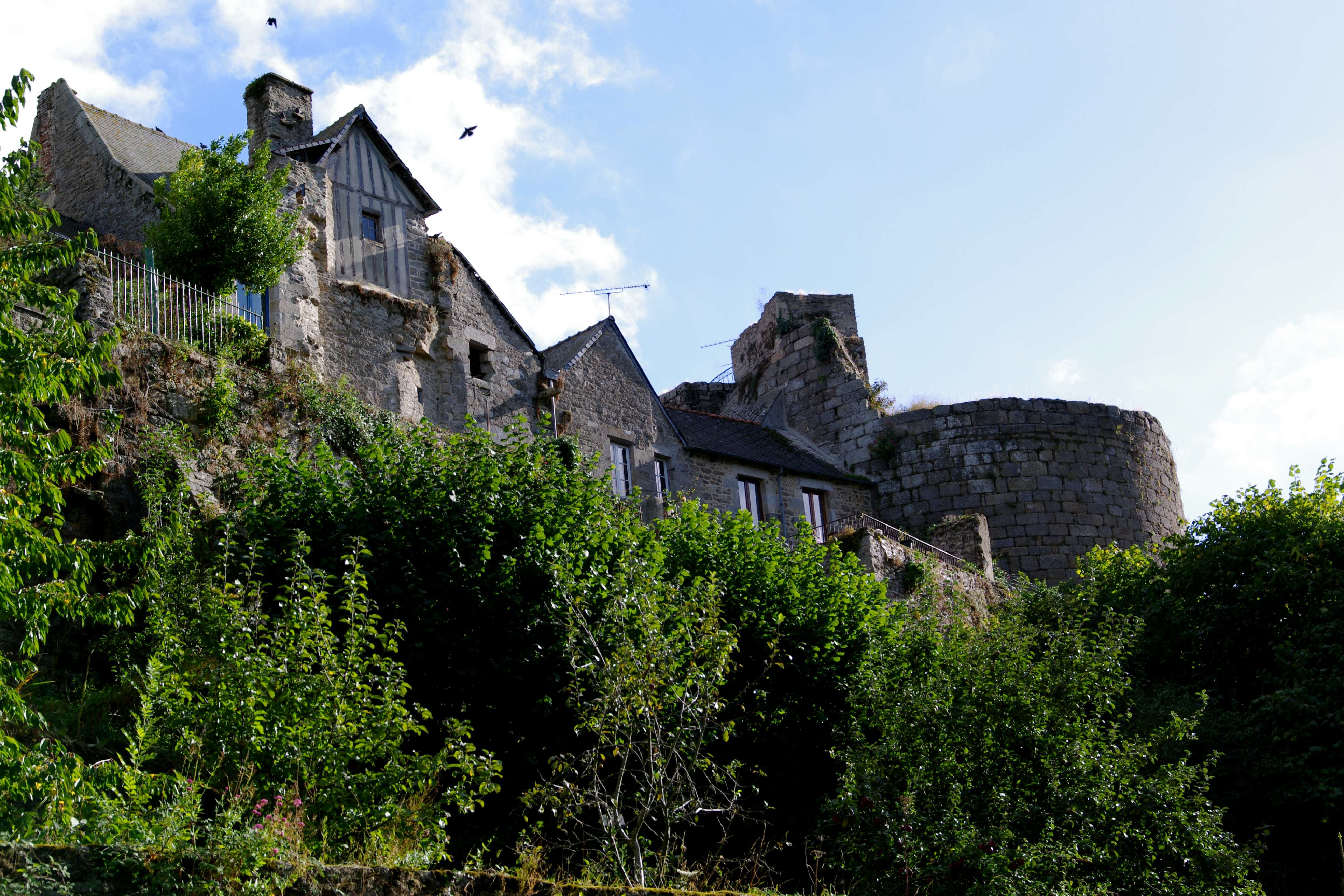
Tour Mognet in Moncontour

Die Tour Mognet in Moncontour, einer französischen Gemeinde im Département Côtes-d’Armor in der Region Bretagne, wurde im 15. Jahrhundert errichtet. Der Wehrturm aus Granitmauerwerk wurde 1926 als Monument historique in die Liste der Baudenkmäler in Frankreich aufgenommen.
Der Rundturm gehört zu den wenigen Resten der ehemaligen Stadtbefestigung, die im Zuge des bretonischen Erbfolgekriegs errichtet wurde. Der Turm, der zur Verteidigung an der nordwestlichen Stadtseite diente, wurde in der Folgezeit wegen der fortschreitenden Entwicklung der Artillerie mehrmals verändert.